# Джейсон Квіглі (боксер)
Джейсон Роберт Квіглі (англ. Jason Robert Quigley; 19 травня 1991, Баллібофі) — ірландський професійний боксер середньої ваги, чемпіон Європи і призер чемпіонату світу серед аматорів.

## Аматорська кар'єра
Першого вагомого міжнародного успіху Джейсон Квіглі досяг на молодіжному чемпіонаті Європи 2009, де став чемпіоном у напівсередній вазі. 2012 року він також зумів стати чемпіоном Європи серед боксерів до 23 років.
У сезоні 2011—2012 Джейсон Квіглі провів два переможних боя у складі команди LA Matadors (США) в боксерській лізі World Series Boxing (WSB).
На чемпіонаті Європи 2013 став чемпіоном.
- В 1/8 фіналу переміг Арбі Чакаєва (Австрія) — 3-0
- У чвертьфіналі переміг Стефана Гертеля (Німеччина) — 3-0
- У півфіналі переміг Євгена Хитрова (Україна) — 3-0
- У фіналі переміг Богдана Журатоні (Румунія) — 2-1

На чемпіонаті світу 2013 завоював срібну медаль.
- В 1/16 фіналу переміг Віджендера Сінґх (Індія) — 2-0
- В 1/8 фіналу переміг Астона Брауна (Шотландія) — 3-0
- У чвертьфіналі переміг Золтана Харча (Угорщина) — 3-0
- У півфіналі переміг Артема Чеботарьова (Росія) — 3-0
- У фіналі програв Жанібеку Алімханули (Казахстан) — 0-3

## Професіональна кар'єра
12 липня 2014 року дебютував на професійному рингу. 23 березня 2017 року в своєму тринадцятому поєдинку переміг Глена Тапія (США) і завоював титул чемпіона Північної Америки за версією WBC у середній вазі. 18 липня 2019 року втратив цей титул, програвши технічним рішенням в дев'ятому раунді Туреано Джонсону (Багамські острови).
19 листопада 2021 року вийшов на бій проти чемпіона світу за версією WBO у середній вазі Деметріуса Ендреда (США) і зазнав поразки нокаутом вже у другому раунді, до того двічі побувавши у нокдаунах.